# LUKoil
LUKoil (Russisch: ЛУКОЙЛ; Loekoil) is een Russische verticaal geïntegreerde oliemaatschappij en een van de grootste aardolieproducenten van Rusland. Buiten Rusland is het bedrijf actief in landen in Europa, de Zuidelijke Kaukasus, het Midden-Oosten, Centraal-Azië, Afrika en Noord-Amerika.

## Activiteiten
Kerngegevens (2015)
- olie- en gasreserves: 26,5 miljard boe
- oliereserves: 20,4 miljard vaten
- olieproductie: 736 miljoen vaten
- gasreserves: 36.700 miljard kubieke voet
- gasproductie: 14,5 miljard m3
- aantal tankstations: 5556
- werknemers: 107.400

LUKoil is een belangrijk energiebedrijf. In 2020 nam het 14% van de nationale olieproductie voor haar rekening. In Rusland is West-Siberië, de laaggelegen vlakte ten noordoosten van de Oeral, de belangrijkste regio voor de oliewinning van LUKoil. Hier werd ruim de helft van de totale olieproductie gerealiseerd in 2015. De productie in deze regio loopt terug; van een piek in 2007 van 59,5 miljoen ton naar 44,2 miljoen ton in 2015. Timan-Petsjora is het op een na belangrijkste oliewinningsgebied, gevolgd door de velden in de Oeral en aan de Wolga. In de onderstaande figuur een overzicht van de olieproductie naar regio vanaf 2005.
| Regio          | 2005   | 2010   | 2015    | 2020   |
| -------------- | ------ | ------ | ------- | ------ |
| West-Siberië   | 58.469 | 50.934 | 44.205  | 32.448 |
| Oeral          | 10.307 | 12.500 | 15.127  | 10.486 |
| Wolga          | 3.210  | 3.137  | 7.048   | 14.357 |
| Timan-Petsjora | 12.476 | 21.175 | 17.328  | 14.357 |
| Overig         | 1.815  | 2.021  | 1.904   | 1503   |
| Totaal Rusland | 86.277 | 89.767 | 85.612  | 73.459 |
| Internationaal | 3.480  | 6.225  | 15.076  | 6590   |
| Totaal LUKoil  | 86.200 | 95.992 | 100.688 | 80.049 |

In 2015 produceerde LUKoil verder nog 24 miljard m³ aardgas, waarvan 16 miljard m³ in Rusland. Gazprom is veruit de grootste gasproducent in Rusland; het aandeel van LUKoil in de nationale gasproductie lag rond de 3%. De gasreserve van LUKoil bedroeg iets meer dan 1% van het nationale totaal in 2015.

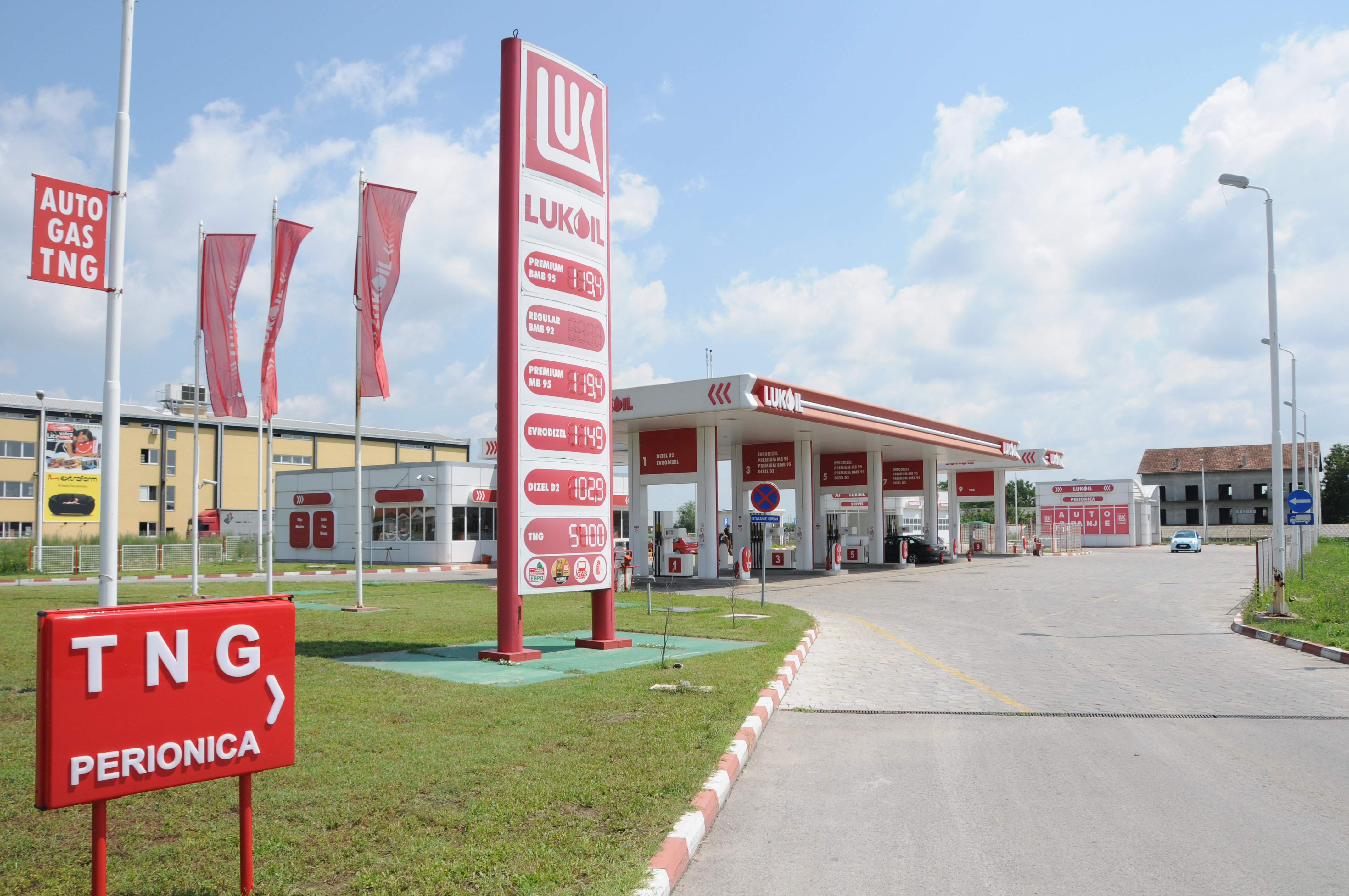
LUKoil benzinestation

LUKoil beschikt over vier raffinaderijen, exclusief enkele mini-raffinaderijen, in Rusland en nog eens vier buiten Rusland; in 2015 verwerkten deze in totaal 65 miljoen ton olie. De capaciteit was zo'n 74 miljoen ton op jaarbasis, waarvan 49 miljoen ton in Rusland. De grootste drie Russische raffinaderijen van LUKoil staan in Nizjni Novgorod (capaciteit 17 miljoen ton op jaarbasis), Perm (13 miljoen ton) en Wolgograd (15 miljoen ton).
LUKoil telde wereldwijd ongeveer 5500 tankstations in 2015, waarvan 45% in Rusland. In Europa heeft het een vergelijkbaar aantal tankstations en tot slot zo'n 300 in de Verenigde Staten. In Rusland had het een marktaandeel van 21% in 2015. In datzelfde jaar was het marktaandeel in Finland 22% en in België 9%.

### LUKoil in Nederland en België
In juni 2007 kwamen de 157 Belgische en Luxemburgse JET-tankstations in handen van LUKoil.
In september 2009 kocht LUKoil een belang van 45% in de raffinaderij van Total in Vlissingen. Deze aankoop heeft de onderneming US$ 700 miljoen gekost. LUKoil zal de raffinaderij, met een verwerkingscapaciteit van 147.000 vaten per dag van ruwe olie voorzien en krijgt daarvoor geraffineerde olieproducten voor terug die door LUKoil verkocht zullen worden in de diverse afzetmarkten.
In april 2012 tekende LUKoil een intentieverklaring om 46 tankstations in Nederlands Limburg te kopen, alsmede 13 tankstations in België. Al deze tankstations zullen worden omgebouwd tot LUKoil tankstations. De laatste transactie betekent dat LUKoil 181 tankstations in België in handen heeft.
In februari 2015 nam de Russische oliemaatschappij Lukoil achttien tankstations over in Zuid-Holland en Noord-Brabant van exploitant Auto Maas. Daarmee komt het totaal aantal tankstations van Lukoil in Nederland op 75.

### Financiële resultaten
LUKoil is een winstgevende onderneming. In de onderstaande figuur staat de belangrijkste financiële informatie. In de periode van 2014 tot en met 2018 was de olie- en gasproductie relatief stabiel en lag zo rond de 850 miljoen boe op jaarbasis. De fluctuaties in de omzet zijn vooral het gevolg van de veranderingen in de olieprijs.
| Jaar | Omzet   | Nettoresultaat | Beurswaarde | Olieprijs (US$/vat) |
| ---- | ------- | -------------- | ----------- | ------------------- |
| 2002 | 15.449  | 1.843          | 13.116      | 24                  |
| 2003 | 22.118  | 3.701          | 19.776      | 27                  |
| 2004 | 33.845  | 4.248          | 25.815      | 35                  |
| 2005 | 55.774  | 6.443          | 50.523      | 51                  |
| 2006 | 67.684  | 7.484          | 74.807      | 61                  |
| 2007 | 81.891  | 9.511          | 71.802      | 69                  |
| 2008 | 107.680 | 9.144          | 27.389      | 95                  |
| 2009 | 81.083  | 7.011          | 47.688      | 61                  |
| 2010 | 104.956 | 9.006          | 48.338      | 78                  |
| 2011 | 133.650 | 10.357         | 44.937      | 109                 |
| 2012 | 139.171 | 11.004         | 56.019      | 110                 |
| 2013 | 141.452 | 7.832          | niet bekend | 109                 |
| 2014 | 144.167 | 4.746          | 43.716      | 98                  |
| 2015 | 94.309  | 4.776          | 27.485      | 52                  |
| 2016 | 78.016  | 3.086          | 39.996      | 42                  |
| 2017 | 101.656 | 7.171          | 40.605      | 53                  |
| 2018 | 128.166 | 9.872          | 52.669      | 70                  |
| 2019 | 121.194 | 9.895          | 68.756      | 64                  |
| 2020 | 78.216  | 210            | 47.253      | 41                  |

## Geschiedenis

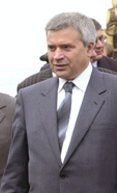
Vagit Alekperov (2002)

Het bedrijf werd gesticht op 25 november 1991 door besluit nr. 18 van de Raad van Ministers van de Sovjet-Unie als staatsoliebedrijf LangepasOerajKogalymneft (ЛангепасУрайКогалымнефть) en was een vrijwillige fusie tussen drie olie- en gasbedrijven uit West-Siberië: Langepasneftegaz (Лангепаснефтегаз) uit Langepas, Oerajneftegaz (Урайнефтегаз) uit Oeraj en Kogalymneftegaz (Когалымнефтегаз) uit Kogalym en de olieraffinaderijen van Perm, Novoufimsk en Wolgograd. Vagit Alekperov werd met hulp van vicepremier Oleg Soskovets directeur van dit bedrijf. Op 5 april 1993 werd onder het privatiseringsprogramma van Anatoli Tsjoebajs het bedrijf LUKoil opgericht en werden de eerste aandelen uitgegeven. De naam van het bedrijf werd gevormd uit de voorletters van de drie steden waaruit de fuserende olie- en gasbedrijven kwamen, LUK.
In 2000 kocht LUKoil een onderdeel van het Amerikaanse oliebedrijf Getty Oil, Getty Petroleum Marketing Inc. voor US$ 71 miljoen. Hiermee kreeg het een netwerk van zo'n 1300 tankstations in 13 Amerikaanse staten in handen. Vanaf 2003 werden de Getty-tankstations naar LUKoil-tankstations omgevormd. In de lente van 2004 kocht LUKoil 779 Mobil gastankstations op in New Jersey en Pennsylvania (VS) en begon in 2005 met het omzetten van deze tankstations naar het merk LUKoil.
In september 2004 kocht ConocoPhillips een aandelenpakket ter waarde van 7,6% in LUKoil en tekende een contract waarmee dit in de toekomst op kan lopen tot 20%. De beide oliemaatschappijen hebben besloten om gezamenlijk een olie- en gasveld te gaan exploiteren in de noordelijke Timan-Petsjora van Rusland en zijn van plan om de rechten te verkrijgen voor het exploiteren van het olieveld West-Qurna-2 in Irak, een van de grootste van dat land. LUKoil had dit veld al in 1997 verkregen van Saddam Hoessein, maar deze ontnam de rechten, nadat LUKoil weigerde om te beginnen met boren naar olie toen de VN een embargo had ingesteld tegen Irak. LUKoil is sinds de Tweede Golfoorlog bezig om voor de nieuwe regering oliespecialisten op te leiden en heeft enkele miljoenen geschonken voor humanitaire hulp aan het land, waardoor het wat meer krediet verkregen heeft bij de regering.
Op 25 januari 2005 maakte LUKoil bekend dat het een nieuw olie- en gasveld had gevonden op 220 kilometer van Astrachan. LUKoil maakte ook bekend dat het Primorieneftegaz had gekocht, het bedrijf dat de exploitatierechten heeft in de regio ten noorden van de Kaspische Zee, waar het nieuwe veld ligt. De mogelijke opbrengsten van dit Filanovski-veld worden geschat op 600 miljoen vaten olie en 34 miljard m³ aardgas. Dit gebied werd pas in 1995 opengesteld voor onderzoek naar delfstoffen, toen Kazachstan hier ook mee begon. Eerder was het een reservaat voor migrerende steur (waarvan de eitjes gebruikt worden voor kaviaar).
Op 1 juni 2007 nam LUKoil in 7 Europese landen 376 JET-tankstations van ConocoPhillips over. De 157 Belgische en Luxemburgse JET-pompstations samen met 49 stations in Finland, 44 in Tsjechië, 30 in Hongarije, 83 in Polen en 14 in Slowakije transformeerden hierdoor naar LUKoil-benzinestations.
In 2008 kocht LUKoil de Russische regionale elektricteitsproducent TGK-8. Deze producent en de eigen centrales die bij de olie- en gasvelden van het bedrijf liggen, zijn gecombineerd in de nieuwe divisie Power Generation. In 2011 produceerde LUKoil in totaal 20,5 miljard kilowattuur aan elektriciteit.
Medio 2010 maakte de Amerikaanse partner ConocoPhillips een strategische heroriëntatie bekend. Een van de onderdelen van dit programma was de verkoop van het aandelenbelang van 20% in LUKoil. Circa 40% van deze aandelen werd gekocht door LUKoil zelf voor een bedrag van US$ 3,4 miljard. De rest van de LUKoil aandelen in handen van ConocoPhillips zijn in 2010 en 2011 verkocht.
Na de annexatie van de Krim door Rusland heeft het bedrijf een aantal desinvesteringen gedaan in Oost-Europa. In april 2014 werden de tankstations in de Krim van het Oekraïens naar het Zuid-Russisch dochterbedrijf overgeheveld. In juli 2014 werden de overige Oekraïense tankstations verkocht aan het Oostenrijkse Amic Energy. In augustus 2014 werden de Tsjechische tankstations verkocht aan het Hongaarse MOL, de Hongaarse en Slowaakse stations gingen over naar het Hongaarse Norm Benzinkut. De Estse tankstations werden in 2015 verkocht aan het Estse Olerex. In navolging van de Oekraïense stations werden in 2016 de Letse, Litouwse en Poolse tankstations verkocht aan Amic Energy.
Bij de start van de Russische invasie van Oekraïne op 24 februari 2022 werd de beurs van Moskou gesloten. Enkel op de westerse beurzen (Nasdaq, Londen, Frankfurt) konden de aandelen van Lukoil toen nog verhandeld worden. Op deze beurzen daalde de beurswaarde zeer sterk, waarna de handel in het aandeel volledig werd stilgelegd. De beurs van Moskou heropende op 24 maart de handel in de aandelen van Lukoil die in het bezit zijn van Russische staatsburgers.
Lukoil is een van de weinige grote Russische bedrijven die zich heeft uitgesproken voor een snelle beëindiging van het gewapend conflict in Oekraïne.
In mei 2022 kocht Lukoil de meer dan 400 Russische tankstations van Shell. Deze voormalige Shell-stations zullen worden omgevormd tot Teboil, een Fins oliebedrijf dat sinds 2005 eigendom is van Lukoil.

## Trivia
- Op 1 september 2022 is Ravil Maganov, de voorzitter van de oliegigant LUKoil, onder mysterieuze omstandigheden overleden.[24] Hij zou uit het raam van het ziekenhuis zijn gevallen waar hij verzorgd werd. Maganov is 67 geworden en was sinds de oprichting van LUKoil een van de belangrijkste bedrijfsleiders.